# Дельта (футбольный клуб, Тулча)
«Дельта» (рум. FC Delta Tulcea) — бывший румынский футбольный клуб из города Тулча, выступавший в Лиге II. Основан в 2005 году. Домашние матчи проводит на стадионе «Дельта», вмещающем 12 000 зрителей.

## История
Клуб получил своё название в честь дельты реки Дунай. В сезоне 2008/2009 клуб находился в группе лидеров Лиги II и имел отличные шансы на выход в элитный дивизион.